# Isla (Senglea)
Isla (közismert idegen, a Jeruzsálemi Szent János Ispotályos Lovagrendtől kapott nevein Senglea vagy Città Invicta) Málta egyik erődített városa és helyi tanácsa a Nagy Kikötő egyik félszigetén. Lakossága 3083 fő. Birgu és Bormla mellett a Három Város egyike. Máltai neve az olasz isola (sziget) szóból származik.

## Története

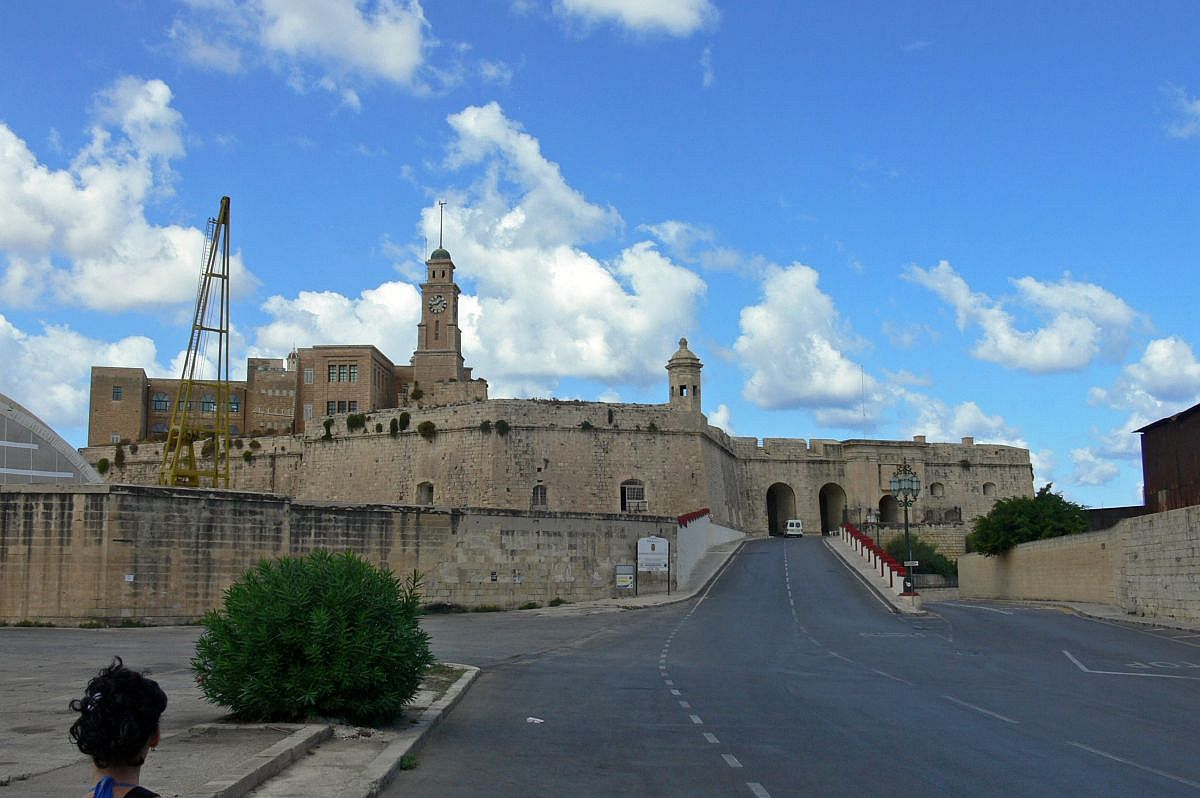
Isla erődített kapuja

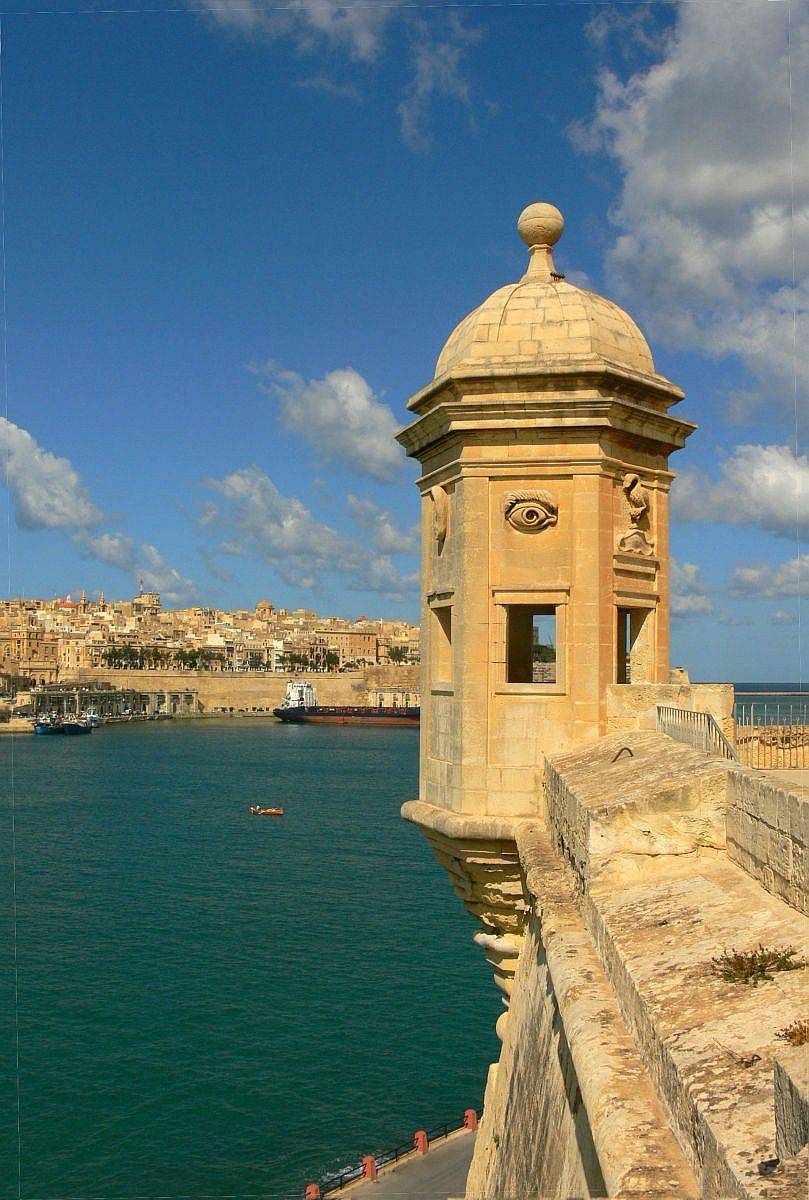
Il-Gardjola, a város csúcsán álló figyelőtorony

1311-ben a város helyén felépült a San Giuliano-kápolna. Az egykori szigetet, amelyet akkor L'isola di San Giulianonak hívtak, az 1551-es török ostrom után a lovagok a szárazföldhöz kötötték, és Claude de la Sengle nagymester utasítására várost építettek rajta, amely az ő nevét kapta. Az 1565-ös Nagy ostromban a törököknek nem sikerült bevenniük, ezért kapta a Città Invicta (Legyőzhetetlen város) nevet.
1581-ben önálló egyházközség lett a Gyermek Mária oltalmába ajánlva. 1676-ban a járvány a város jelentős részét elpusztította. 1794-ben a Dingli család két utóda házukat a szegényeknek ajánlotta, megnyílt az Ospizio, amely egyfajta szegények és idősek otthonaként működött.
A franciák elleni felkelés idején a megszállók egyik erőssége, a brit-máltai támadásoknak mintegy 70 lakóház esett áldozatul. 1813-ban megmenekült a járványtól, ennek emlékére szobrot állítottak Máriának. A britek a 19. században Marsába telepítették a hajóépítő és javító műhelyeket, Senglea a haditengerészet egyik központja lett.
1941. január 16-án a Nagy Kikötőben horgonyzó HMS Illustrioust ért légitámadásban a város jelentős része is elpusztult. A bazilika 1957-re épült fel ismét. 1987-ben újra megnyílt az Ospizio utóda, egy idősek otthona.
1994 óta Málta helyi tanácsainak egyike. 1998. május 8-án megtartották az első Senglea Day-t, amely a Fort St. Michael alapítására emlékezik. Ugyanebben az évben a kormány javasolta a város erődítéseit az UNESCO Világörökség egyik helyszínéül, Lovagi erődök Málta kikötőiben néven. 2004 decemberében a lengyelországi Cisek, az ausztriai Innsbruck, a brit Bradford és a németországi Hamm városaival közösen kampányt indítottak a fiatalok bevonására a helyi és országos politikai életbe. 2008-ban a kulturális párbeszéd területén megvalósított projektjeiért az islai helyi tanács elnyerte a European Regional Champions Awards 2008 díjat az interkulturális párbeszéd kategóriában.

## Híres szülöttei
- Juan Bautista Azopardo, az argentin haditengerészet megalapítója (1772-1848)
- Ignazio Panzavecchia pap, a Máltai Politikai Unió párt alapítója, 1921-ben Málta első megválasztott miniszterelnöke (nem lépett hivatalba) (1855-1925)

## Önkormányzata
Islát öttagú helyi tanács irányítja. A jelenlegi, 7. tanács 2012 óta van hivatalban.
Polgármesterei:
- Stephen Perici (1994-1996)
- Louis Henwood (1996-1999)
- Joseph Casha (Munkáspárt, 1999-2012)
- Justin John Camilleri (Munkáspárt, 2012-)

## Nevezetességei
- St. Michael erőd

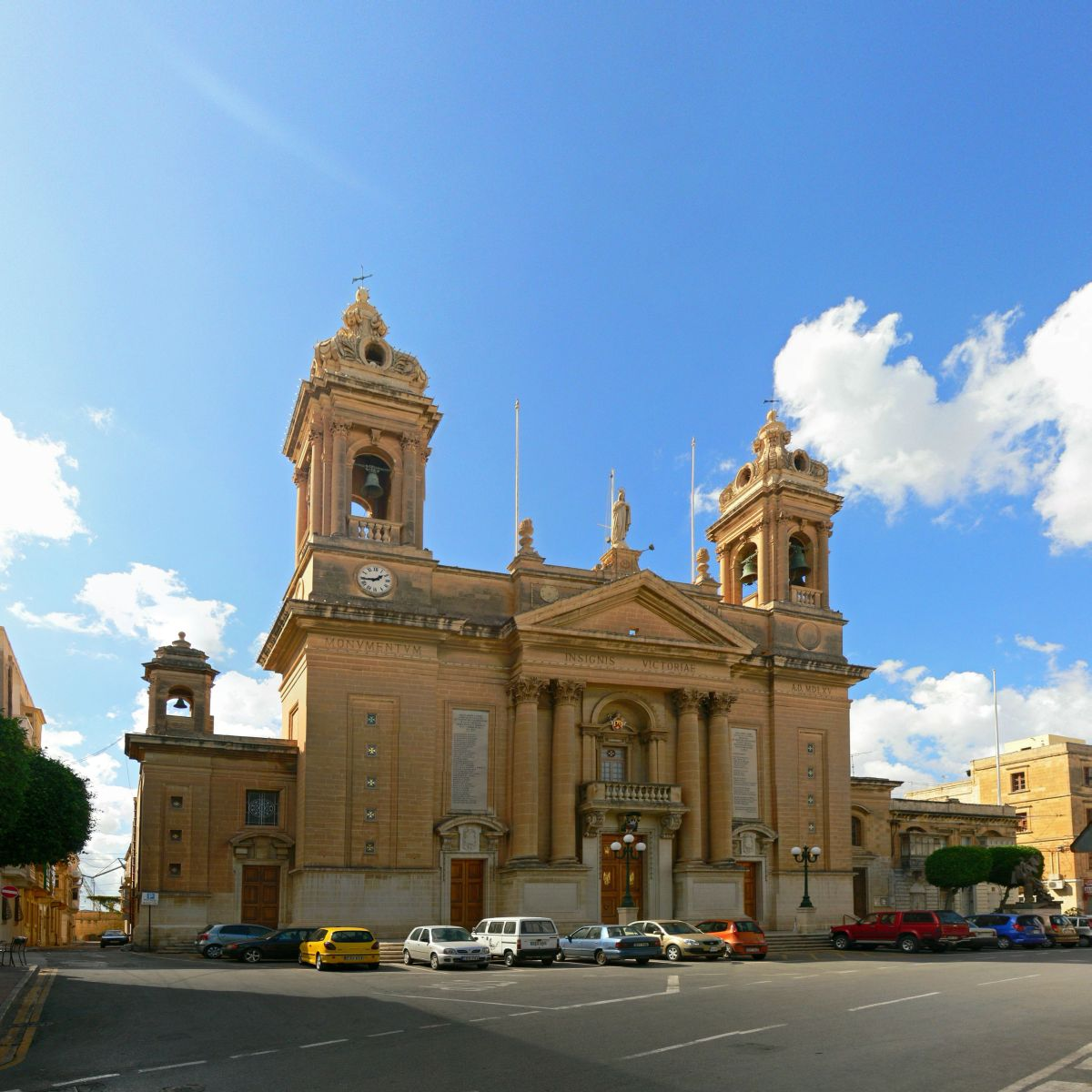
A Miasszonyunk születése templom

- Miasszonyunk születése plébániatemplom (Nativity of Our Lady, máltai nevén Marija Bambina, Gyermek Mária): feltehetőleg Ġlormu Cassar tervezte
- Il-Madonna tan-Nofs (A központban álló Mária): szobor
- Szent Anna-kapu (St. Anne's Gate)
- Il-ġnien tal-Gardjola (Gardjola Gardens): a város csúcsán a falak tetején terül el, itt található a híres megfigyelő-torony, rengeteg naptár és képeslap témája
- Római katakombák
- Szélmalom

### Események

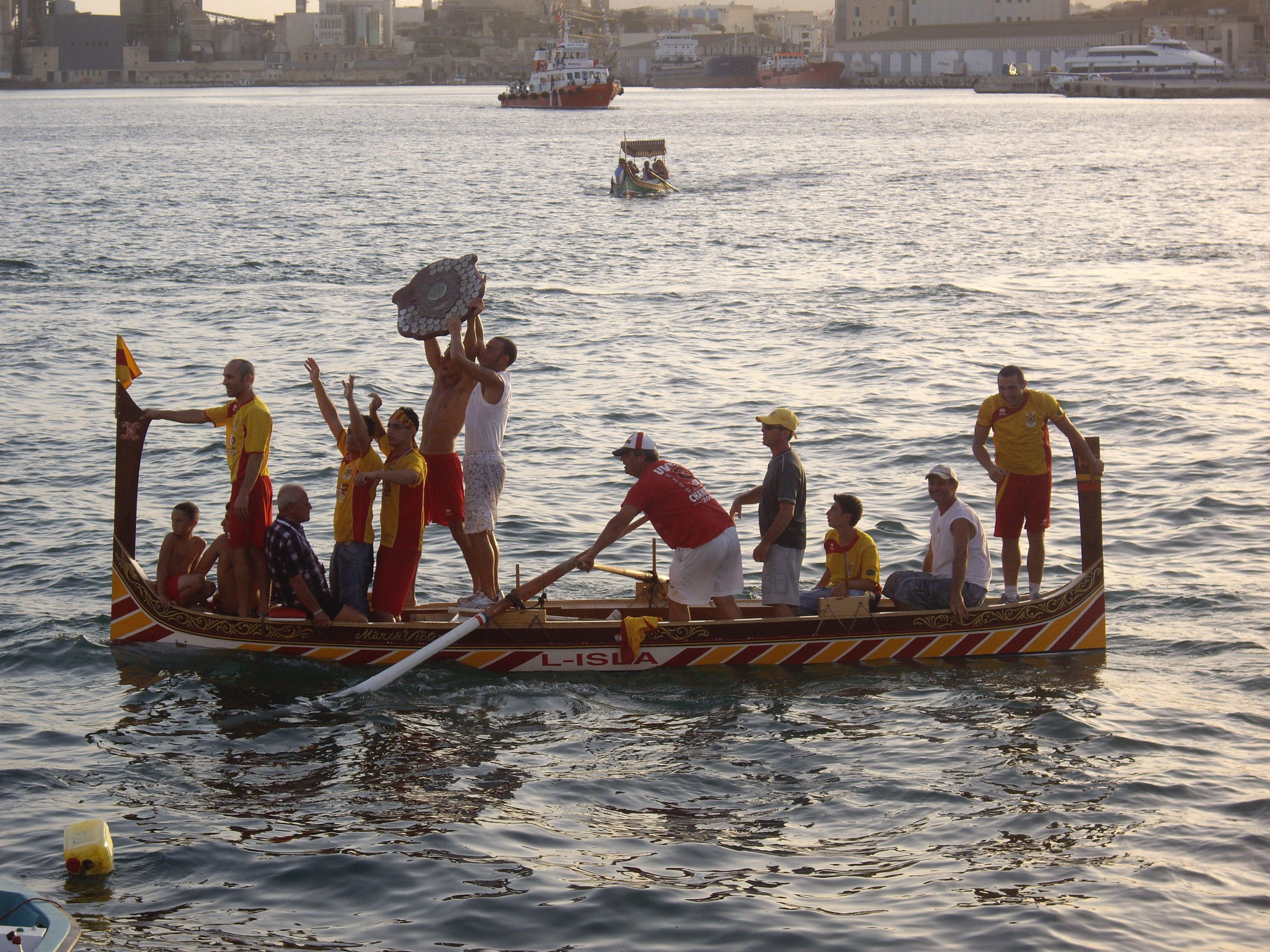
A regatta egy pillanata

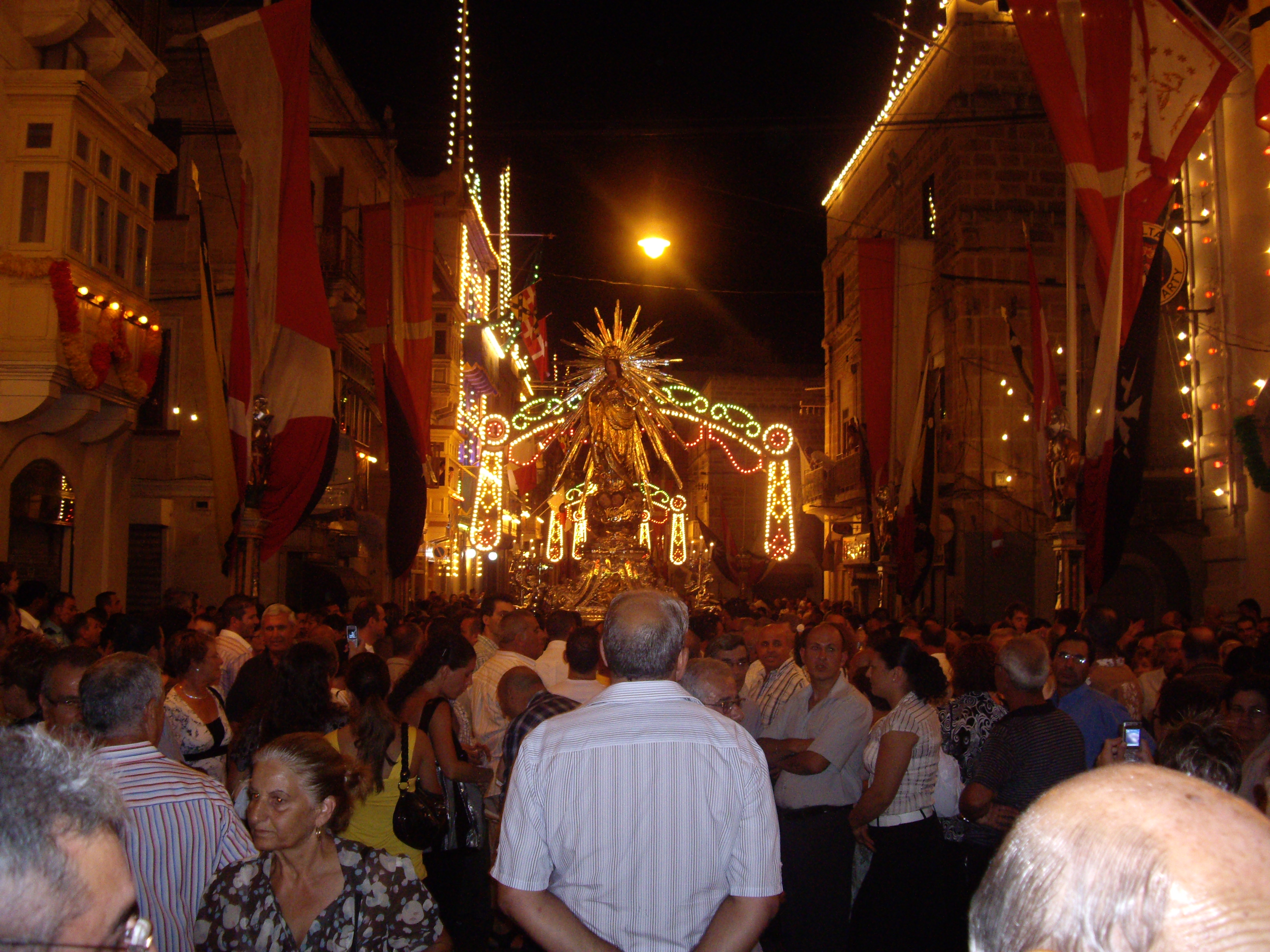
A gyermek Mária ünnepe, Isla búcsúnapja

- Győzelem napi regatta a Nagy Kikötőben (szeptember 8.): Isla eddig 23-szor nyert, ezzel rekorder. A 2012-es sorozatban az ötödik győzelmük volt összetettben, és megnyerték a 18 év alattiak George Cross versenyét is[6][7]
- Senglea Day (Jum Senglea)
- Senglea Marittima Festival: 2011 júniusában tartották. A város több helyén történelmi események elevenedtek meg, zenés felvonulások zajlottak, emellett kiállítások és sportesemények - például kenus vízipóló mérkőzés - színesítették a programot.[8]

## Kultúra
Band clubja a Soċjetà Filarmonika La Vincitrice.

## Sport
Sportegyesületei:
- Boccia: Senglea Boċċi Club
- Labdagúrás: Senglea Athletic Football Club
Senglea Gunners Football Club
Senglea Youngsters Football Club
- Súlyemelés: Cottonera Barbell Club
- Vitorlázás: Senglea Regatta Club

## Közlekedés
Autóval Bormlán keresztül közelíthető meg, de a kevés parkolóhely miatt nem érdemes. Buszjáratai (2011. július 3 után):
- 1 (Valletta-Isla)
- 2 (Valletta-Birgu): a kapu
- 3 (Valletta-Xgħajra)
- 213 (Mater Dei Kórház-Kalkara)

A Nagy Kikötőn keresztül nyaranta rendszeres kishajó-közlekedés is van, illetve alkalmi fuvarban is megegyezhetünk a hajósokkal.

## Képgaléria

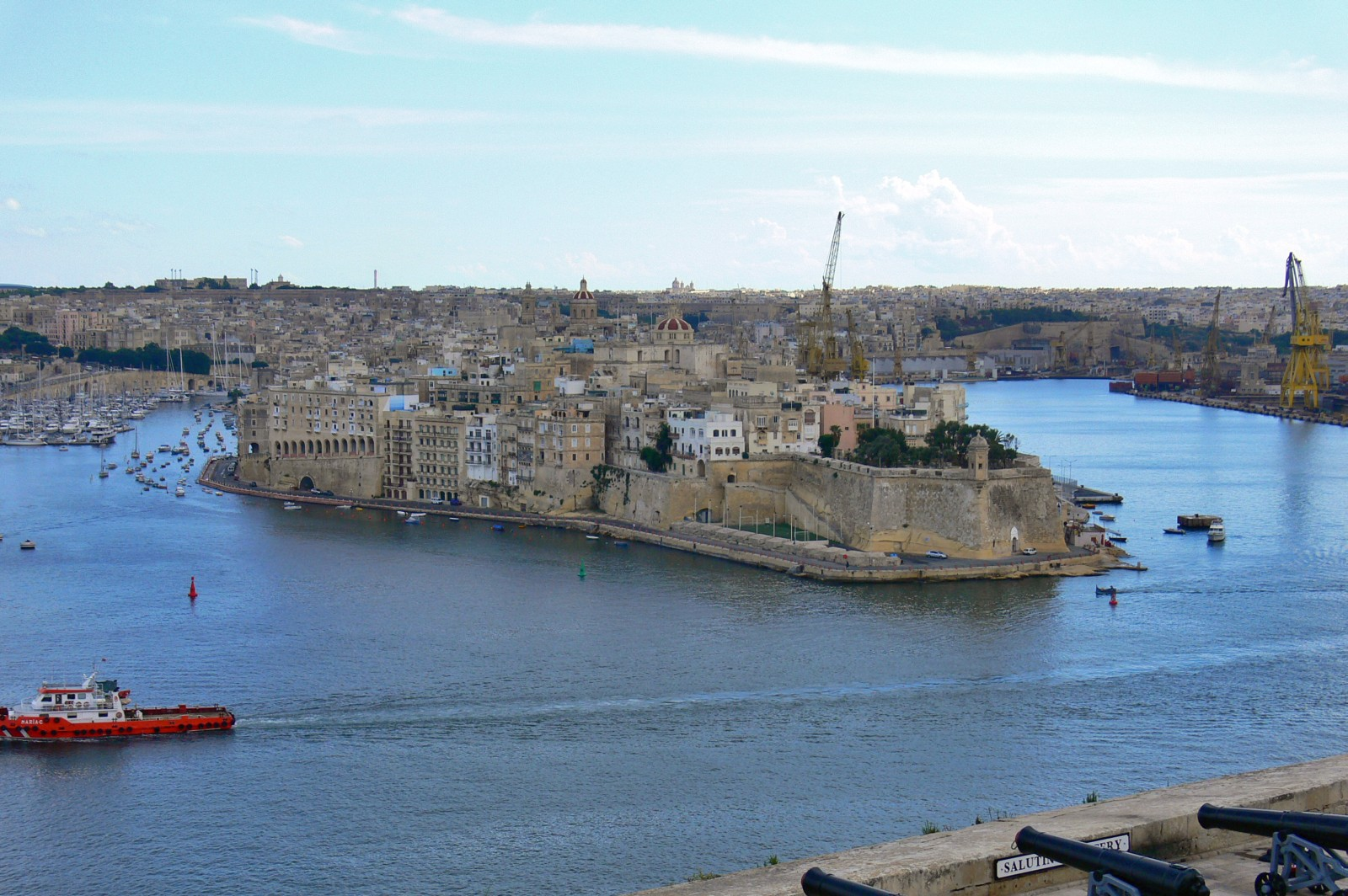
Isla Vallettából nézve
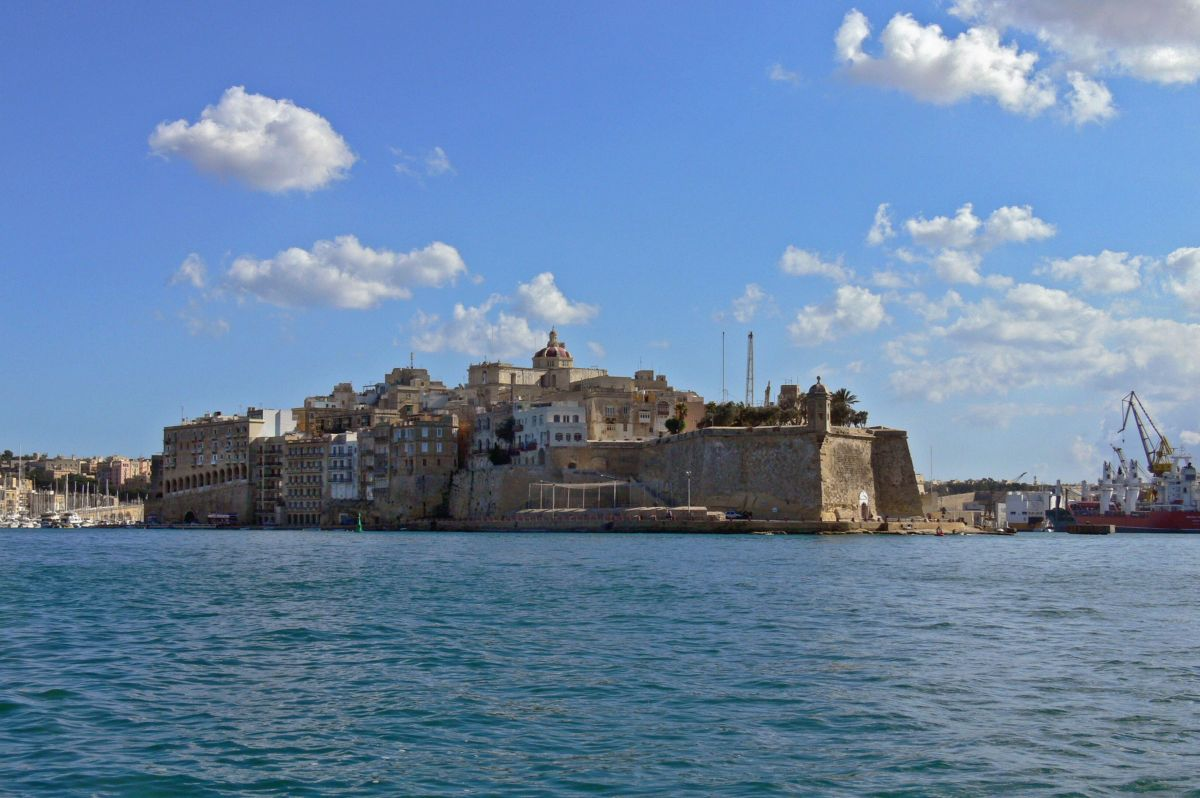
Isla egy vízitaxiból nézve
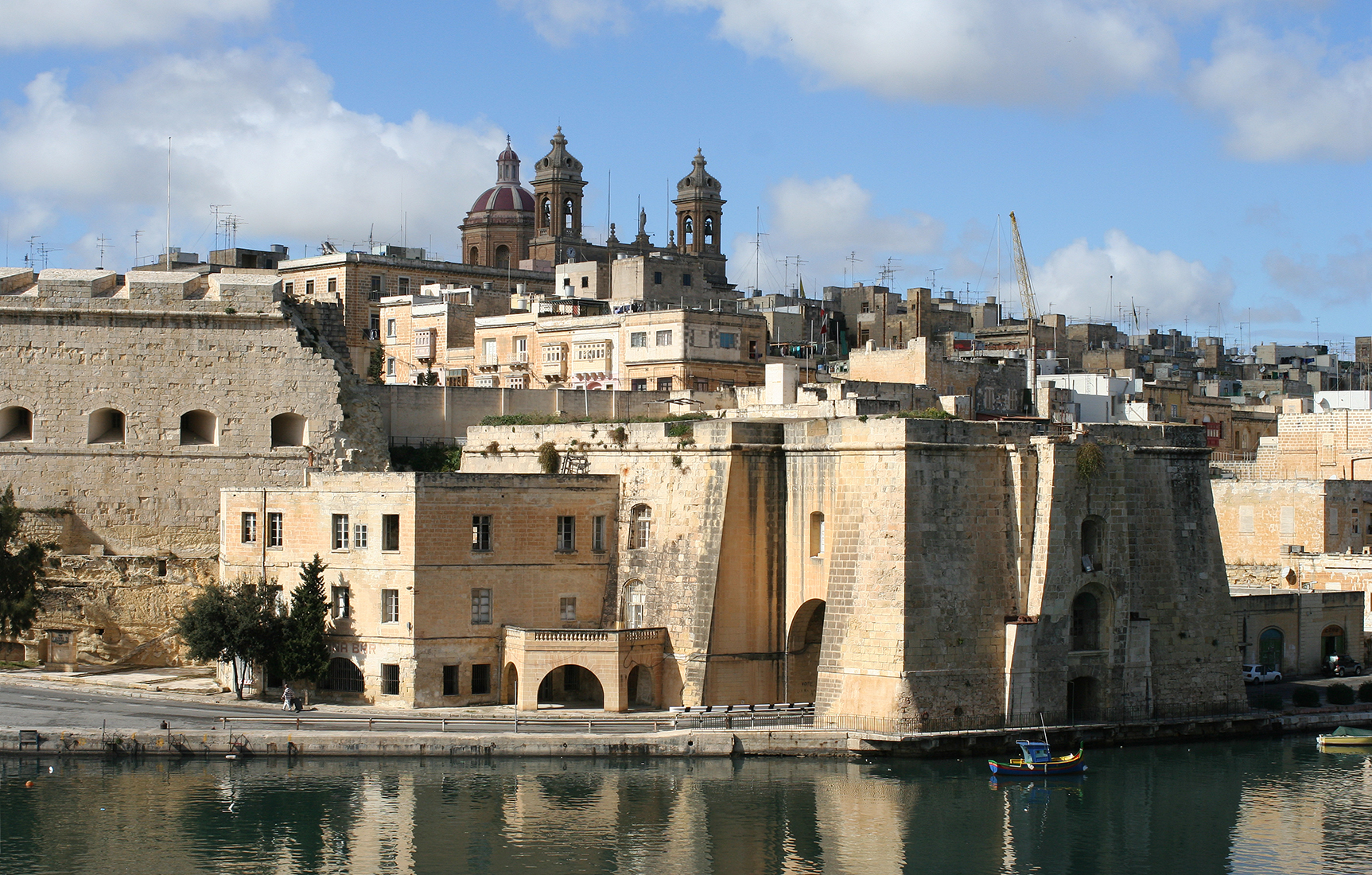
Isla városfala, előtérben a lovagkori hajódaru
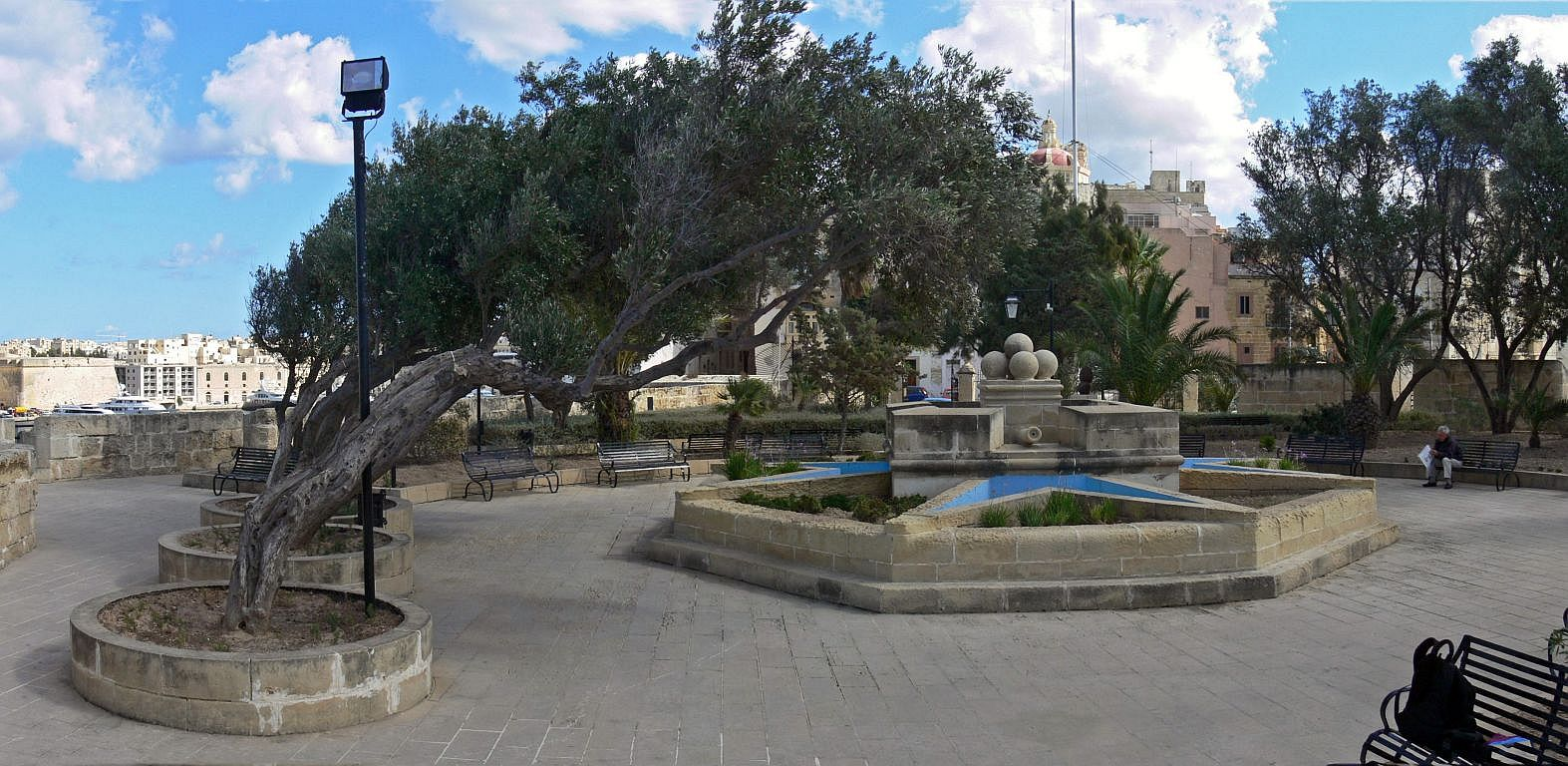
Il-Ġnien tal-Gardjola (Gardjola Kertek)